# Richard Becker (militar)
Richard Becker (21 de Fevereiro de 1911 - ) foi um comandante de U-Boot que serviu na Kriegsmarine durante a Segunda Guerra Mundial.